# Electronic Product Code
Electronic Product Code（EPC）は、バーコードの最終的な後継として作成されたコード体系（コーディングスキーム）の一群である。
EPCは、RFID技術を使用している製品を追跡する低コストな手法として作られた。それは、様々な産業の要求に応えるよう設計され、その一方で、すべてのEPC対応タグのために独自性を保証している。
EPCタグは、今日のバーコードのように、製品のメーカーと分野（種類）に向かい合い、製造される各製品を特定するように設計されている。
EPCは従来のコード体系に適応し、必要に応じ新しいスキームを定義する。
EPCは、MITのAuto-IDラボ（旧称Auto-IDセンター）で創設された。Auto-IDラボは、120以上の世界的な団体と大学研究室の所属するコンソーシアムである。EPCシステムは、現在のところUPCバーコードの生みの親GS1に従属するにEPCglobalよって管理されている。
Electronic Product Codeは、世界的なRFID使用法の標準となる事と、提案されたEPCglobalネットワークの核心要素になる事を望んでいる。

## 構造
すべてのEPC番号は、使われた符号化スキームを識別するヘッダを含む。これは順番に、EPCの命令の長さ、種類と構造を指示する。EPC符号化スキームは、高い頻度で一意的に対象を識別するのに使用可能な固体番号を含む。
EPCバージョン1.3（第2世代）は、以下のコード構成をサポートする。
- General Identifier （GID）GID-96
- GS1 Global Trade Item Number（GTIN）のSerialized version SGTIN-96 SGTIN-198
- GS1 Serial Shipping Container Code (SSCC) SSCC-96
- GS1 Global Location Number (GLN), SGLN-96 SGLN-195
- GS1 Global Returnable Asset Identifier (GRAI) GRAI-96 GRAI-170
- GS1 Global Individual Asset Identifier (GIAI) GIAI-96 GIAI-202
- DOD Construct DoD-96